# Božena Havlová
Božena Havlová, rozená Vavrečková (15. února 1913 Brno – 11. prosince 1970 Praha), byla česká výtvarnice a módní návrhářka, manželka Václava M. Havla a matka Václava a Ivana M. Havlových.

## Život
Jejími rodiči byl Hugo Vavrečka a Josefa, rozená Kolbingerová. Boženin bratr Ivan (narozen 1915) vystudoval chemii, spolupracoval s Ottou Wichterlem a po Únoru 1948 emigroval do Argentiny. Do Prahy se Božena s rodiči přestěhovala v roce 1919. Poté, co její otec nastoupil do diplomatických služeb, žila několik let ve Vídni, kde odmaturovala na soukromém gymnáziu Spolku Komenského, následně se zapsala na Filozofickou fakultu Vídeňské univerzity. Po návratu do Prahy navázala studiem na Filozofické fakultě Univerzity Karlovy, kde se věnovala dějinám umění, praktickou stránku výtvarna pak poznala na malířské škole Akademie výtvarných umění v Praze. Ve dvaadvaceti letech potkala stavebního podnikatele Václava M. Havla, jehož si 14. června 1935 vzala za manžela. Syny Václava a Ivana vzdělávala, zachovala se její „obrazová didaktika”, která k domácí výuce sloužila.
Od roku 1960 si našla místo v Pražské informační službě, kde pracovala jako průvodkyně po Praze. Zemřela 11. prosince roku 1970. 

## Výtvarné a literární dílo
Začátkem třicátých let spolupracovala s časopisem Měsíc (své ilustrace publikovala v módní rubrice), vlastní fejeton ilustrovala i v časopise Eva. I v dalších letech malovala, podílela se na výzdobě barrandovských teras, a restaurace Černý kůň v paláci Lucerna, navrhovala dámské šátky, energii vkládala do výchovy a intelektuálního rozvoje synů. Naučné obrázky Boženy Havlové vyšly také knižně pod názvem Didasko (KANT, 2003).